# Листкова жаба кубинська
Листкова жаба кубинська (Eleutherodactylus limbatus) — вид земноводних з роду Листкова жаба родини Листкові жаби.

## Опис
Загальна довжина досягає 0,85—1,2 см. Самиця трохи більша за самця. Паротоїди відсутні. Голова порівняно з тулубом велика. Очі теж великі, дещо опуклі. Позбавлена сошникових зубів. Тулуб кремезний. Кінцівки добре розвинені, пальці без перетинок.
Забарвлення спини коливається від темно-коричневого до фіолетово-коричневого кольору з двома прямими рядками смуг від білого до жовтого кольору, а на голові — жовтого або помаранчевого. Морда й передні кінцівки забарвлені у жовтий. Горло — яскраво-жовте, іноді з темними цяточками. Боки мають чорний колір. Внутрішня сторона стегон наділена світло-жовтою смугою, що тягнеться зверху. забарвлення черева білого або кремового кольору.

## Спосіб життя
Полюбляє соснові ліси. Зустрічається на висоті від 50 до 1150 м над рівнем моря. Більшу частину життя проводить у лісовій підстилці. Пересувається невеличкими стрибками. Видає звуки до 6,3 кГц, до 278 разів на хвилину. Активна вдень. Живиться мурахами та дрібними жуками.
Це яйцекладна амфібія. Розвиток відбувається у середині яйця, без стадії пуголовок.

## Розповсюдження
Це ендемік острова Куба.